# St.-Antoni-Pass
Die St.-Antoni-Pass (auch St. Antöni) ist ein 1051 m ü. NHN hoher Passübergang zwischen dem Zeller Ortsteil Mambach und Todtmoos-Weg auf der Landesstraße 146. Der Pass verbindet das Wiesental in Mambach durch die Gemarkung von Häg-Ehrsberg und das FFH-Gebiet Weidfelder im Oberen Wiesental mit dem Todtmooser Tal. Gleichzeitig verläuft auf der Passhöhe die Kreisgrenze zwischen dem Landkreis Lörrach (→ Liste der Pässe im Landkreis Lörrach) und dem Landkreis Waldshut. Eine geografische Besonderheit ist, dass der Bergpass und das Gebiet westlich um den Pass eine Exklave der Stadt Zell im Wiesental bildet.

## Geschichte
Die Chronik über Straßenbau und Straßenverkehr in dem Großherzogthum Baden berichtet von einem großen Brand am 30. Juni 1870, in dem 21 Wohnhäuser und zwölf weitere Gebäude in Mambach niederbrannten. In dieser Folge war eine neue Bauflucht notwendig, die zu einer Umgestaltung der Passstraße nach St. Antoni erforderte. Die frühere Steigung von 7 bis 8 % wurde auf 4,2 % reduziert. Die neue Straße durch Mambach wurde 1872 zur Landstraße erhoben. In den Jahren 1874 und 1875 wurden weitere bauliche Maßnahmen bei der Häger Mühle und der Happacher Säge durchgeführt, die unter anderem eine Verbreiterung der Trasse auf 4,20 Meter zur Folge hatten. Das maximale Gefälle wurde auf 8,5 % zurückgeführt. Der Aufwand für die Verbesserung der Straße wurde auf 49.951 Mark angegeben.
Die Chronik berichtet weiter:

„Die Straße ist nun bis auf die Wasserscheide bei St. Antoni – innerhalb der Inspektion Lörrach – ganz in den Landstraßenverband aufgenommen. Von der Höhe bis Todtmoos wird sie von den Waldeigenthümern unterhalten. Abgesehen von der kaum genügenden Breite und den lange dauernden starken Gefällen, darf diese Straße ihrer romantischen Umgebung wegen sich den übrigen viel besuchten Schwarzwaldstraßen würdig zur Seite stellen. Dieselbe hat einen bedeutenden Verkehr an Holz, Kohlen und Fabricanten thalabwärts, aufwärts dagegen an Baumwolle, Seide, Farbwaaren, Frucht, Wein, Bier und Colonialwaaren.“

Am 27. Juni 1971 fuhr die Tour de France 1971 über den St.-Antoni-Pass und war Teil der Etappe von Basel nach Freiburg; der Pass wurde als Berg der 3. Kategorie gewertet. Bergpreisgewinner war der niederländische Radrennfahrer Joop Zoetemelk, der am Ende hinter Eddy Merckx die Tour als Zweiter beendete.

## Profil
Die Westauffahrt von Mambach überwindet auf einer Strecke von 10,5 Kilometer eine Höhe von 585 Metern, was einer durchschnittlichen Steigung von 5,6 % entspricht. Das Steigungsmaximum etwa auf der Mitte der Strecke wird mit 11 % für einen kurzen Abschnitt erreicht. Der Pass läuft zu Beginn parallel zum Angenbach und führt an den Wohnplätzen Moosmatt und Rohmatt vorbei. An der Häger Mühle führt der nördliche Abzweig nach Häg, der südliche nach Sonnenmatt. Im weiteren Verlauf der Westrampe kommt man an den Häger Wasserfällen vorbei und dem Haus Schürberg-Säge. Bis Happach ist der Verlauf der Passstraße wenig kurvig. Ab Happach windet sich die Straße dann in drei Spitzkehren und einer engeren Kehre bis zur Passhöhe.
Kurz vor der Passhöhe verläuft die Kreisgrenze von Waldshut und Lörrach. Dort befinden sich auf Todtmooser Gemarkung auch die Antonikapelle und der gleichnamige Waldparkplatz. Die dem Heiligen Antonius von Padua geweihte Kapelle wurde 1972 neu erbaut und enthält ein Stadtbild aus Kupfer. Die vorherige Kapelle wurde 1912 gestiftet und 1973 nach Überlingen verbracht.
Die Südrampe bis Todmoos-Weg überwindet auf 5,3 Kilometer 243 Höhenmeter, was einer durchschnittlichen Steigung von 4,6 % entspricht. Eine alternative Rampe bis Todtmoos überwindet auf 3,9 Kilometern 250 Höhenmeter, was einer durchschnittlichen Steigung von 6,4 % entspricht.